# Gäddegölen (Svenarums socken, Småland)
Gäddegölen är en sjö i Vaggeryds kommun i Småland och ingår i Lagans huvudavrinningsområde. Sjön är 13,1 meter djup, har en yta på 0,033 kvadratkilometer och är belägen 255 meter över havet.